# Afrochilis insularis
Afrochilis insularis es el único miembro del género Afrochilis de la familia Machilidae. Es endémica de Socotra.